# Tanith (nome)
Tanith  è un nome proprio di persona inglese femminile.

## Varianti

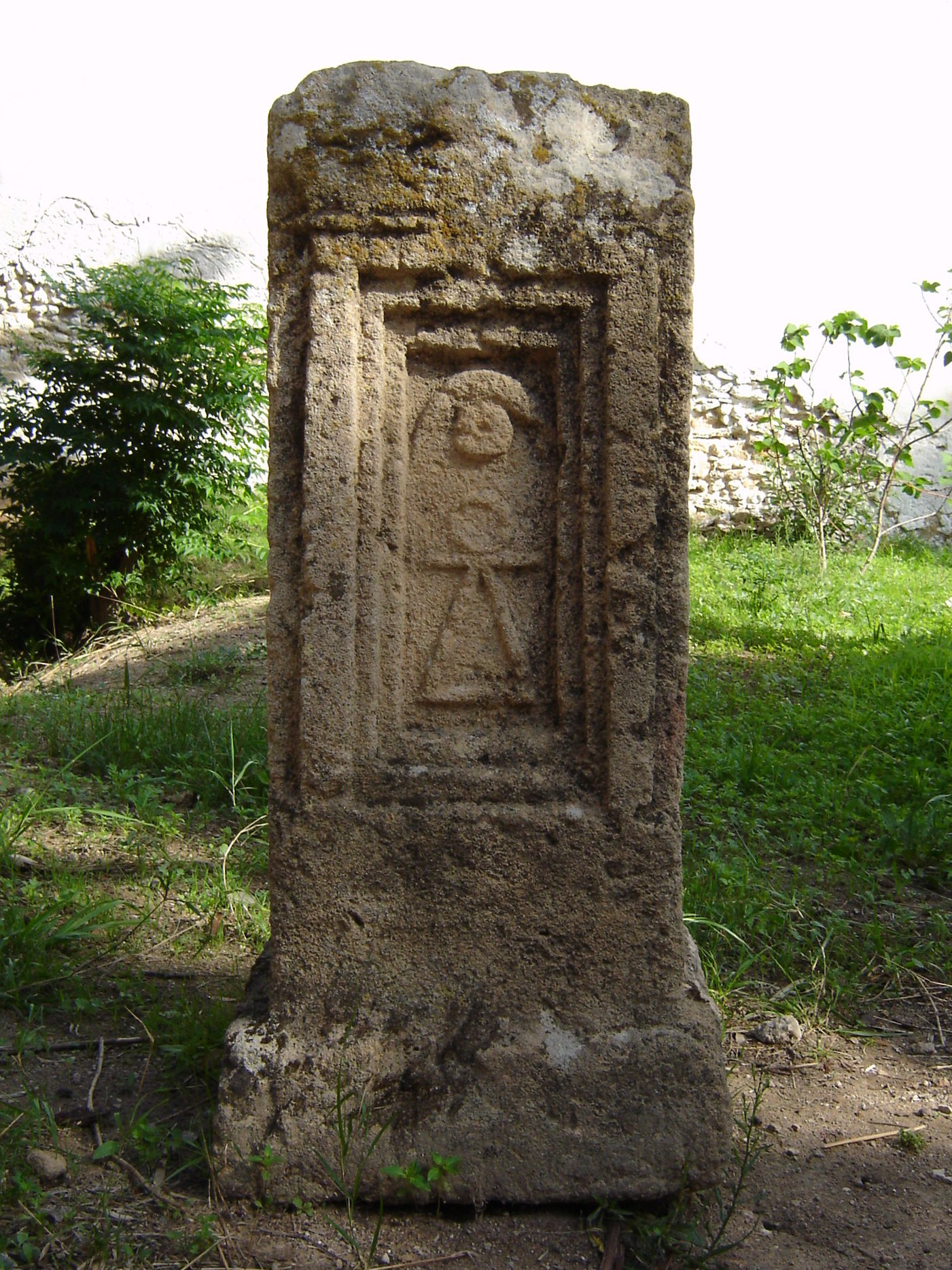
Stele con il simbolo della dea a Cartagine

- Tanit[1][2], Tanis[2]

## Origine e diffusione
Riprende il nome di Tanit, dea fenicia dell'amore, della fertilità, della luna e delle stelle, molto venerata a Cartagine.
Vi sono più teorie sull'origine del nome: potrebbe essere derivato da una radice semitica, col significato di "signora serpente", oppure viene ricollegato all'egizio, col significato di "terra di Neith" (simile quindi per impostazione a Taide). Vi sono però corpose evidenze, documentate anche da Gesenius, che la dea Tanit possa essere identificata con numerose altre dee, fra le quali anche la stessa Neith: ciò porterebbe a concludere che il nome Tanit non sia altro che una combinazione del nome Neith con ta, un articolo femminile egizio.
Τάνις (Tanis) è una forma ellenizzata del nome.

## Onomastico
Il nome è adespota, cioè non è portato da alcuna santa. L'onomastico ricorre quindi il 1º novembre, in occasione di Ognissanti.

## Persone

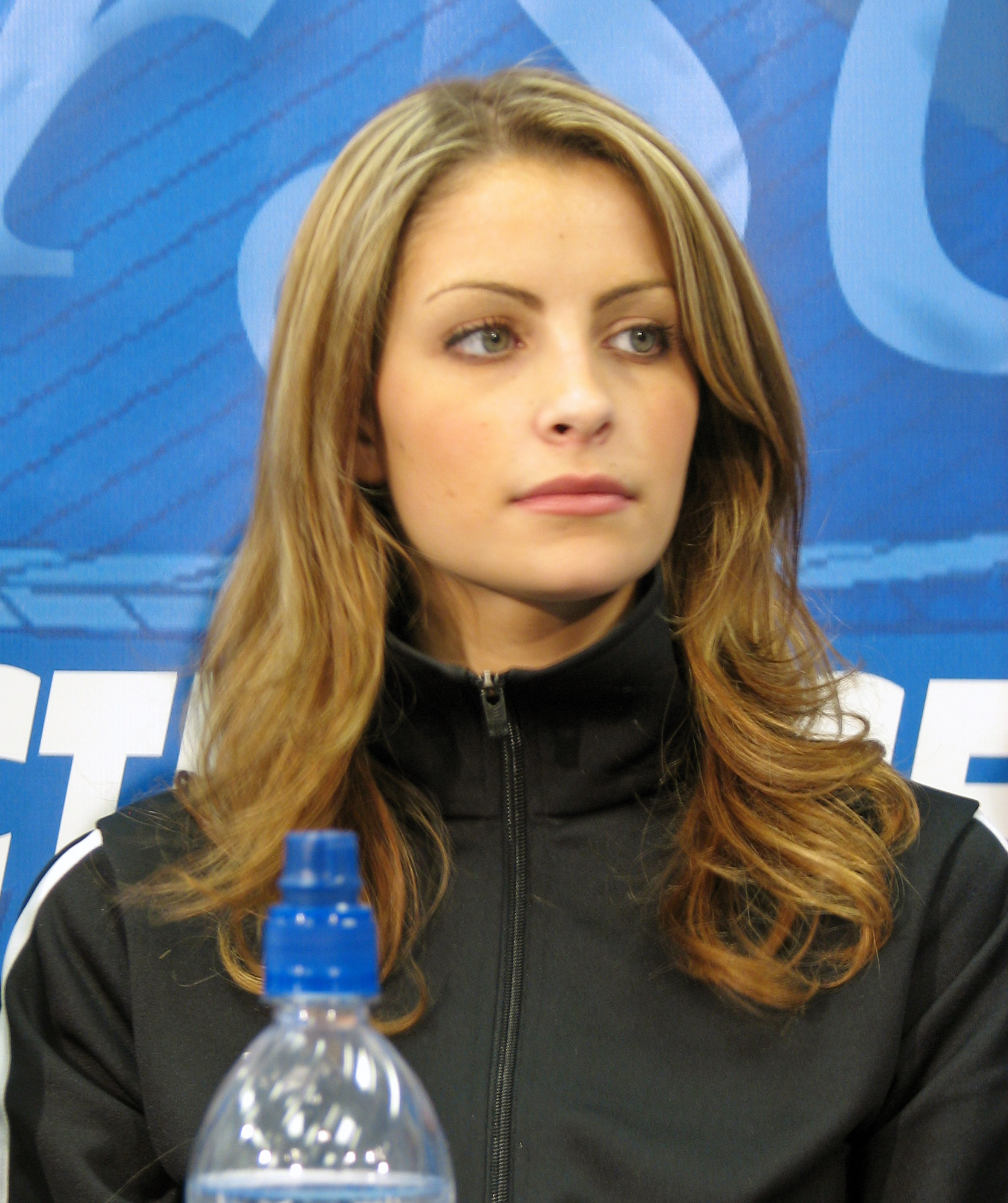
Tanith Belbin

- Tanith Belbin, danzatrice su ghiaccio statunitense
- Tanith Lee, scrittrice britannica